# Амейшоэйра
Амейшоэ́йра (порт. Ameixoeira) — район (фрегезия) в Португалии, входит в округ Лиссабон. Является составной частью муниципалитета Лиссабон. Находится в составе крупной городской агломерации Большой Лиссабон. По старому административному делению входил в провинцию Эштремадура. Входит в экономико-статистический субрегион Большой Лиссабон, который входит в Лиссабонский регион. Население составляет 9644 человека на 2001 год. Занимает площадь 1,62 км².
Покровителем района считается Дева Мария (порт. Nossa Senhora da Encarnação).